# 毛枝棕背杜鹃
毛枝棕背杜鹃（学名：Rhododendron alutaceum var. iodes）为杜鹃花科杜鹃花属下的一个变种。

## 扩展阅读
- 維基物種上的相關：毛枝棕背杜鹃